# Sekta
Treść tego artykułu może nie być zgodna z zasadami neutralnego punktu widzenia,
ponieważ należy opisać pojęcie sekty w innych religiach niż chrześcijaństwo.
Dokładniejsze informacje o tym, co należy poprawić, być może znajdują się w dyskusji tego artykułu.
 Po wyeliminowaniu niedoskonałości należy usunąć szablon [[Szablon:Dopracować|]] z tego artykułu.
Sekta (od łac. secta – kierunek, droga, postępowanie, zasady, stronnictwo, nauka, od sequi – iść za kimś, postępować, towarzyszyć lub łac. seco, secare – odcinać, odrąbywać, odcinać się od czegoś) – pierwotnie grupa społeczna powstała na skutek rozłamu (schizmy) wśród wyznawców jakiejś ideologii lub grupa kultowa powołana po doświadczeniu religijnym jej założyciela. Jeden z trzech typów organizacji religijnej (obok kościoła i denominacji religijnej). Współcześnie termin sekta ma pejoratywne konotacje w języku potocznym. Dlatego socjologowie religii wypracowali równoznaczne, a neutralne określenie nowy ruch religijny. Ustawodawstwo polskie posługuje się natomiast pojęciem związek wyznaniowy, pojęcie sekta w nim nie występuje.

## Sekty w badaniach socjologii

### Historia badań nad sektami
Pierwszymi socjologami, którzy zdefiniowali sekty w opozycji do Kościoła, byli niemiecki religioznawca Max Weber i protestancki teolog Ernst Troeltsch. Weber uważał, iż Kościół uznaje się za dysponenta i „administratora wiecznych darów zbawczych”, natomiast sekta jest wspólnotą rezygnującą z uniwersalizmu i dobrowolnym stowarzyszeniem osób religijnie kwalifikowanych. Jego zdaniem, sekta bardziej ceni sobie uzależnienie emocjonalne niż intelektualne. Z kolei Troeltsch uważał, iż sekta kontestuje, w przeciwieństwie do Kościoła, określony porządek społeczny i realizuje własne ideały religijne i etyczne, a drogą do doskonalenia się nie są sakramenty, ale osobiste doświadczenia. Troeltsch stwierdza ponadto, że sekty to odróżniające się od oficjalnego Kościoła grupy, które zachowują określone elementy idei chrześcijańskiej, kultywują je w oderwaniu od innych, czyniąc to jednak w taki sposób, że w konsekwencji przeciwstawiają się doktrynie Kościoła i wyłamują się ze wspólnoty, którą on stanowi. W sekcie mają miejsce żywe doświadczenia religijne, które są tłumione w kościele. Max Weber wskazywał, że kościół posiada strukturę zbiurokratyzowaną, podczas gdy sekta – charyzmatyczną. W kościele władza opiera się na powadze urzędu, natomiast w sekcie na osobowości i personalnych zdolnościach przywódcy.

### Charakterystyka socjologiczna pojęcia „sekta”
Zdaniem socjolog Eileen Barker, sekty odróżnia od Kościoła to, iż hierarchia kościelna jest wynikiem długiego procesu instytucjonalizacji, gdy w sektach wytwarza się ona dzięki silnej charyzmie przywódcy sekty, często założyciela. Najczęściej struktura hierarchiczna w sektach jest płaska, ze względu na stosunkowo małą liczebność członków. Barker twierdzi ponadto, iż sekty odrzucają zasady moralne społeczeństwa, w którym się ukształtowały, podczas gdy Kościół adaptuje je do własnych zasad. Dodatkowo w sektach krytykowana jest hierarchia kościelna, podobnie jak bogactwo, któremu przeciwstawia ascetyczny styl bycia. Zdaniem Barker asceza i wyzbycie się bogactwa jest jedną z najczęstszych zasad, które muszą być zaakceptowane przez członków sekty.
Socjolog G.M. Vernon zaakcentował opozycyjność sekt, rygoryzm i fundamentalizm, jako cechy charakterystyczne, oraz odrzucanie każdej obcej doktryny religijnej jako z założenia błędnej. Inni socjologowie R.E. Park i E.W. Burges stwierdzili, iż sekty są organizacjami religijnymi będącymi w stanie permanentnej „wojny ze światem” i istniejącym porządkiem moralnym. M. Yinger wyróżnia także sekty o agresywnym nastawieniu do otoczenia, które np. odmawiają obowiązku służby wojskowej, składania przysięgi, płacenia podatków, uczestnictwa w wyborach czy obowiązku posyłania dzieci do szkoły.

### Pojęcie „nowe ruchy religijne”
Współczesna socjologia nie określiła jednoznacznych kryteriów klasyfikacji sekt. Obecnie, z powodu potocznego pejoratywnego znaczenia tego terminu (głównie na skutek działalności sekt destrukcyjnych i terrorystycznych), bardzo rzadko jest ono używane w znaczeniu etymologicznym. W celu uwolnienia np. nowo powstających grup religijnych (pozostających poza tradycyjnymi i współcześnie dominującymi wyznaniami) od tego wartościującego negatywnie sformułowania, socjologia stworzyła m.in. pojęcie „nowe ruchy religijne”. Od połowy lat 80. XX wieku, odkąd aktywność takich grup znacznie wzrosła, wokół ich nazewnictwa toczą się jednak intensywne dyskusje i spory. Charakterystyczne są dwa skrajne stanowiska. Pierwszy, tradycyjny pogląd, wychodzi z założenia, iż na gruncie socjologii powinno się nadal stosować określenia „sekta” i „kult” w stosunku do powstających grup religijnych o stosunkowo krótkiej historii. Drugi pogląd konsekwentnie upowszechnia w ich miejsce określenie „nowy ruch religijny” (np. profesor socjologii Eileen Barker). Nie wyczerpuje to jednak zagadnienia, np. w stosunku do mniejszościowych grup wyznaniowych czerpiących choćby z tradycji wierzeń etnicznych (wobec których termin „nowe ruchy wyznaniowe” jest nieadekwatny), które często również klasyfikowane są jako sekty.

## Sekty w badaniach psychologii
Psychologowie w licznych publikacjach dotyczących działalności wybranych sekt (określanych zamiennie takimi określeniami jak „nowe ruchy religijne”, „ruchy parareligijne”, „sekty”, „ruchy kultowe”, „kulty”) ostrzegają, iż efektem nieprzemyślanego uczestnictwa w ich działalności, zamiast rozwoju – może się stać destrukcja osobowości, przejawiająca się w zniszczeniu dotychczasowych cech osoby, jej funkcji w rodzinie i społeczeństwie. Oznakami destrukcji osoby uczestniczącej w takiej działalności może być gwałtowna zmiana wyznawanych przez daną osobę wartości, obniżenie potencjału i elastyczności umysłowej oraz zachowanie przejawiające się posługiwaniem się ustalonymi stereotypami reakcji psychicznych.

## Sekty niewyznaniowe
Niekiedy mianem sekty określa się także grupy nie będące wyznaniami w sensie religioznawczym. Mówi się o sektach ekonomicznych, politycznych czy terapeutycznych. Grupy tego rodzaju nazywane mogą być sektami, jeżeli cechują się ekskluzywizmem podobnym do panującego w sektach religijnych. Podobne mogą być też metody werbowania, utajniania części informacji o sobie itp. Papież Leon XIII za sektę uznał masonerię. Natomiast Dominikańskie Ośrodki Informacji o Nowych Ruchach Religijnych i Sektach wskazują, iż często zdarza się, że za sekty ekonomiczne uważane są organizacje biznesowe (grupy przedsiębiorców) np. niektórzy dystrybutorzy Amway.

## Kontrowersje wokół stosowania terminu sekta
Sekta według przeciwników stosowania tego terminu jest elementem pseudonauki, nieuznawanym przez niektórych religioznawców. Według nich każda grupa wyznaniowa i religijna może być nazwana sektą – z powodu braku jedynego punktu odniesienia (względność). Termin używany między innymi przez chrześcijan w odniesieniu do mniejszości wyznaniowych, które oddzieliły się od macierzystej organizacji wyznaniowej, i które z uwagi na stosowane przez nie metody uważają za niebezpieczne. Sekta dawniej oznaczała grupę wyznawców, których poglądy religijne były przez tradycyjne Kościoły uznane za niezgodne z oficjalną, dominującą doktryną.
Związki wyznaniowe, czy wspólnoty religijne, nie stosują określenia sekta. Według Joachima Wacha każde wyznanie religijne w początkowym okresie rozwoju miało charakter sekty. W trakcie instytucjonalizowania się religii wszelkie formy sprzeciwu wobec działań podejmowanych przez Kościół mogą mieć formę ruchu w postaci sekt, bądź też przybierają formy zakonów, jeżeli są akceptowane przez kościół.

## Recepcja sekt w chrześcijaństwie
Termin sekta w ujęciu teologicznym dotyczy grupy wyznaniowej, która oddzieliła się od macierzystej organizacji kościelnej dla zaznaczenia swojej odrębności w kwestiach doktryny, liturgii i organizacji wspólnoty religijnej, tworząc nową wspólnotę wyznaniową, wysoce ekskluzywną. Najczęściej wśród wyznawców tradycyjnego kościoła termin „sekta” ma znaczenie pejoratywne, choć współczesna teologia na określenie „odłamu” lub „oderwania” nie używa słowa „sekta”, lecz „schizma”.

### Kościół katolicki
Genezę współczesnego znaczenia pojęcia sekta Kościół katolicki wywodzi od nauk apostoła Pawła, który używał greckiego terminu αιρεσις (szkoła, partia, kierunek). Jego zdaniem ten, kto przyłączał się do jakiegokolwiek αιρεσις, odłączał się od Ciała Chrystusowego (Kościoła).
Zdaniem apologetów Kościoła katolickiego powstałe na bazie chrześcijaństwa sekty charakteryzują się następującymi cechami:
- odrzucanie ekumenicznego dialogu
- uzupełnianie Biblii o różne dodatkowe objawienia lub też interpretacja całości Biblii na podstawie jakiejś jej części
- redukowanie możliwości zbawienia wyłącznie do członków danej sekty
- brak ciągłości w historii chrześcijaństwa
- odrzucanie wiary w Trójcę Świętą i w Jezusa Chrystusa jako Zbawiciela
- orientacja eschatologiczna, znamionująca prawie wszystkie sekty

W oficjalnych dokumentach Kościoła Stolica Apostolska w wydanym w 1986 roku raporcie „Sekty albo nowe ruchy religijne. Wyzwania duszpasterskie” dystansuje się od zwykłego zwalczania sekt, nakazując dialog z nowymi ruchami religijnymi w duchu tolerancji i szacunku dla osoby ludzkiej. Dokument jednocześnie stwierdza, iż dialog ten może być utrudniony, gdyż zachowania i metody niektórych sekt mogą wywierać destrukcyjny wpływ na osobowości, przyczyniać się do dezintegracji rodzin i społeczności, zaś ich doktryny często bywają bardzo odległe od nauczania Chrystusa i Kościoła.
W Kodeksie Prawa Kanonicznego (Kan. 751) kościoła katolickiego funkcjonuje terminologia, która jest używana w odniesieniu do zagadnienia odstępstwa od jego doktryn i dogmatów:
- herezja – to uporczywe, mimo przyjęcia chrztu, zaprzeczanie jakiejś prawdzie wiary lub powątpiewanie w nią,
- apostazja – całkowite porzucenie Kościoła Katolickiego,
- schizma – odmowa uznania zwierzchnictwa Biskupa Rzymskiego lub utrzymywania wspólnoty z członkami Kościoła, uznającymi to zwierzchnictwo.

### Kościół prawosławny
W kościele prawosławnym wyodrębniono cztery podstawowe nurty religijne o charakterze heterodoksyjnym:
- pierwszy obejmuje nurty historyczne: judaizantów (XV wiek), subotników, subotników-talmudystów, subotników-karaimitów i strzygolników (XIV wiek) – powstały one przed utworzeniem odłamu staroobrzędowców;
- drugim są staroobrzędowcy;
- trzeci stanowią sekty typowo racjonalistyczne. Główne sekty tego nurtu to duchoborcy, sekta założona w XVIII wieku w Rosji. Odłamem duchoborców są mołokanie (nazwa pochodzi od używania mleka w okresie postu). Na gruncie połączenia zwyczajów typowo prawosławnych i protestanckich powstała także sekta sztunda (XIX wiek). Typowo racjonalistyczną sektą prawosławną był kierunek religijny zwany tołstoizmem, stworzony przez rosyjskiego pisarza Lwa Tołstoja, który na potrzeby nowego ugrupowania napisał własną ewangelię;
- czwarty nurt wyłonił sekty mistyczne, byli to przede wszystkim chłyści (XVII-XIX wiek), których doktryna została potępiona w 1734 przez synod prawosławny i wyklęta w 1910. Odłamami chłystów stały się sekty nowochłystów i joanitów (XIX wiek), a także sekta prawosławna skopców (XIX wiek).

Współcześnie działalność niektórych sekt, wywodzących się z prawosławia, budzi sprzeciw cerkwi prawosławnej. 18 czerwca 1993 Święty Synod Rosyjskiego Kościoła Prawosławnego wyklął członków sekty Białe Bractwo (założonej w 1990 w Kijowie), prowadzącej działalność w Rosji i na Ukrainie, z powodu głoszenia fałszywych proroctw o końcu świata, poniżania godności osoby ludzkiej oraz napaści na cerkwie.

### Protestantyzm
Protestanccy komentatorzy na ogół zauważają, że słowo greckie haíresis, przetłumaczone w Biblii wyrazem „sekta”, występuje w Dziejach Apostolskich sześć razy, z czego w trzech miejscach w znaczeniu sekty (Dz 15,5; 24,5; 28,22), a także w Liście do Galacjan (5,20), w Drugim Liście Piotra (2,1), oraz w Pierwszym Liście do Koryntian (11,19), lecz tłumaczone jest w tych tekstach jako „stronnictwo”. W polskich tłumaczeniach występują także zwroty „sekta”, „heretyctwo”, „herezja”, „kacerstwo”. W I w. n.e. niechrześcijanie nazywali naśladowców Jezusa Chrystusa „sektą” albo „sektą nazarejczyków” (Dz 24,5, 14; 28,22 Bw).
Ernst Troeltsch był zdania, że z socjologicznego punktu widzenia istnieją tylko dwa trwałe warianty kościelnego ustroju: kościół i sekta. Do wniosku tego doszedł analizując całą historię chrześcijaństwa. Przynależność do sekty wynika ze świadomej decyzji przystąpienia, sektę cechują bezpośrednie kontakty jej członków, droga do doskonalenia w większym stopniu prowadzi przez osobiste doświadczenia niż sakramenty, silna tendencja do przeciwstawiania się światu, wrogi stosunek do pozareligijnych wartości kulturowych, ascetyczne podejście do większości atrakcji „tego świata”. Ten punkt widzenia jest charakterystyczny dla niemieckiego protestantyzmu.
Zdaniem protestanckich religiologów i socjologów, zwłaszcza anglosaskich, sektę znamionuje antypatriotyczna postawa, wrogi stosunek do państwa, zabrania składania przysięgi, udziału w wyborach, służby wojskowej itp. Niebuhr, protestancki teolog i religiolog, moralny autorytet Ameryki, w miejsce tradycyjnego podziału sekta – kościół, zaproponował trójpodział: sekta, denominacja, kościół. Podział ten bazuje na obserwacji amerykańskiej rzeczywistości religijnej. W 1929 roku Niebuhr zauważył, że kościoły ewangelikalne nie spełniają już dłużej kryteriów sekty, jakkolwiek w niektórych punktach nie spełniają jeszcze kryteriów kościoła. Denominację cechuje sformalizowany rytuał, aby pełnić funkcje religijne trzeba mieć przygotowanie zawodowe, tolerancja wobec innych wyznań i chęć współpracy z nimi, przestaje przypisywać sobie jedynozbawczość, popiera patriotyzm. Sekta natomiast zawsze zachowuje agresywny charakter. Zdaniem Bryana Ronalda Wilsona sekta staje się denominacją w chwili odrzucenia wrogiej postawy względem instytucji państwa. Zazwyczaj dzieje się to w drugiej generacji, jednak nie zawsze.

### Świadkowie Jehowy
Świadkowie Jehowy uważają, że słowo sekta (gr haíresis) odnosi się do „grupy trzymających się jakiejś nauki lub podążających za jakimś przywódcą i mających własne wierzenia” („sekta” lub „stronnictwo”; „odstępczy ruch religijny (…) oderwany od już istniejącej religii”).

## Recepcja sekt w Polsce
Sektę, według encyklopedystów z PWN, charakteryzuje zespół wybranych cech, które często uznawane są za negatywne przez oficjalne instytucje państwowe lub religijne, m.in. autorytarne sprawowanie władzy przez przywódcę sekty, traktowanie członków sekty w sposób instrumentalny przez jej kierownictwo, łączenie celów politycznych i ekonomicznych (czerpanie korzyści materialnych z działalności sekty przez wybrane osoby lub grupy osób) z celami religijnymi lub parareligijnymi, brak samokrytycyzmu, dążenie do uniezależnienia się od uznawanych przez społeczeństwo czynników kontroli (np. rodzina lub media).

### Sekty w ujęciu prawa polskiego
W polskim prawodawstwie pojęcie sekty nie istnieje. Ustawodawca polski w żadnym z obowiązujących aktów prawnych nie użył tego terminu wykładni autentycznej. Pojęcie to, z uwagi na brak występowania w przepisach prawa, nie jest w polskim języku prawniczym stosowane w odniesieniu do żadnej z religii – obowiązujące w Polsce prawo każdemu gwarantuje wolność wyznania, głoszenia i sprawowania kultu religijnego (bez różnicy czy wyznanie jest formalnie zarejestrowane czy też nie), szczególnie jeśli chodzi o swobodę odbywania praktyk religijnych. Z tego względu w polskim prawodawstwie podobnie nie są używane pojęcia wyznania legalnego i wyznania nielegalnego (wolność wyznania gwarantuje Ustawa o gwarancjach wolności sumienia i wyznania z 17.05.1989 r.). Ustawa stwierdza jednocześnie, iż działalność związków wyznaniowych nie może naruszać przepisów chroniących bezpieczeństwo publiczne, porządek, zdrowie lub moralność publiczną, władzę rodzicielską albo podstawowe prawa i wolności innych osób. W przypadku naruszenia tych norm odpowiednie służby państwowe, w szczególności policja, podejmują stosowne działania na ogólnych zasadach. Działania władz polskich wobec nowych ruchów religijnych były dotychczas w pełni spójne z rekomendacją Rady Europy z dnia 22 czerwca 1999 na temat nielegalnej działalności sekt.
Zmiany w ustawie o gwarancjach wolności sumienia i wyznania z 17 maja 1989 wprowadzone w 1997 i mające ograniczyć patologie występujące w tych związkach wyznaniowych, które wykorzystywały luki w prawie, doprowadziły do zmiany niektórych jego przepisów:
- Do zarejestrowania nowego związku wyznaniowego niezbędne jest minimum 100 osób (poprzednio wymagano 15 osób), a ich podpisy muszą być poświadczone notarialnie. Konieczne jest podanie więcej informacji o grupie (np. opisanie dotychczasowych form życia religijnego i metody działania oraz podać dokładne adresy i numery dokumentów tożsamości założycieli).
- Przedłużenie czasu, w jakim Minister Spraw Wewnętrznych i Administracji musi rozpatrzyć wniosek o zarejestrowanie, do jednego miesiąca. W tym okresie minister może zażądać wyjaśnień odnoszących się do treści wniosku lub zwrócić się do odpowiednich organów państwowych (policja) o sprawdzenie prawdziwości podawanych informacji.
- MSWiA lub prokurator mogą zwrócić się do Sądu Okręgowego o weryfikację, czy działalność danego związku wyznaniowego jest zgodna z polskim prawem. Dotyczy to także związków już zarejestrowanych. Negatywna decyzja sądu oznacza wykreślenie z rejestru.
- Do punktu stwierdzającego, że działalność związku wyznaniowego nie może naruszać bezpieczeństwa publicznego, praw i wolności innych osób oraz moralności publicznej, dodano także zapis, że nie może naruszać władzy rodzicielskiej (przepis ten wywołał zarzuty wśród krytyków, iż jest w istocie „antysektowy”[30]).
- Za wypełnianie funkcji religijnych nie uznaje się oddziaływania poprzez badania i eksperymenty psychologiczne.
- Restrykcje w postaci braku zwolnienia od cła wyrobów akcyzowych i samochodów, które zarejestrowane związki wyznaniowe mogły sprowadzać bez opłat celnych.

### Społeczny odbiór sekt
Według badań opinii publicznej, przeprowadzonych przez OBOP w 1999, Polacy negatywnie wypowiadali się o nowych ruchach religijnych, gdy użyto słowa „sekta”. Ponad połowa Polaków uważała, iż „sekty” mogą stanowić zagrożenie dla bezpieczeństwa państwa, pogląd ten wyrażało 60% respondentów. 83% społeczeństwa opowiadało się za zakazem działalności „sekt”, które łamią prawo, 64% było za zakazem działalności wszelkich „sekt”, 76% badanych obawiało się, że wyznawcy „sekt” mogą spowodować w Polsce coś złego. Jednocześnie większość społeczeństwa wykazywało tolerancję religijną – 92% badanych uważało, iż każdy powinien wyznawać taką religię jaką chce, 78% uważało, iż „każda religia prowadzi do Boga, tylko różnymi drogami”, a 22% uważało, iż w kraju powinni być jedynie katolicy. Zdecydowana większość badanych uważała wówczas – z sugerowanych grup – za „sekty” ugrupowania satanistyczne, pogląd ten wyrażało 94% badanych. 28% uznawało za „sektę” Międzynarodowe Towarzystwo Świadomości Kryszny, a 19% było zdania, iż za „sektę” należy uważać Świadków Jehowy. Kolejne 8% za „sektę” uważało zielonoświątkowców, 5% mariawitów, 4% buddystów i 2% luteran. 1% respondentów wyrażało pogląd, iż do „sekt” należą wyznawcy judaizmu i muzułmanie, albo żadna grupa wyznaniowa.
W 1999 roku za najczęstszą przyczynę wstępowania do „sekt” Polacy uważali działalność przywódców tych ugrupowań religijnych, wykorzystujących ludzkie słabości do manipulowania i podporządkowania sobie innych – opinię tę wyrażało wówczas 90% społeczeństwa. Ponad 80% badanych było zdania, że motywem wstępowania do „sekt” bywa też chęć doznania nowych wrażeń i przygód. Wśród innych przyczyn wymieniano również często deprywacja psychiczna potencjalnych członków „sekt” – większość respondentów twierdziło bowiem, że członkami „sekt” zostają osoby słabe, zagubione, poszukujące zewnętrznego oparcia (82% badanych) oraz osoby poszukujące sensu życia, którego nie mogły odnaleźć w tradycyjnych Kościołach (73% badanych).
Innymi motywami wstępowania do „sekt” jest, według badania OBOP z 1999 roku, potrzeba afiliacji i więzi z grupą – członkami „sekt” zostają osoby poszukujące wspólnoty osób podobnie myślących (77% respondentów) oraz osoby mające w „sektach” przyjaciół i znajomych (79% respondentów). Według badanych istotnymi przyczynami wstępowania do „sekt” jest także brak ciepła i zainteresowania w domu rodzinnym (69% respondentów) lub rygorystyczne środowisko w którym jednostka dorastała – według badania OBOP członkami „sekt” zostają osoby nadmiernie kontrolowane przez rodziców (46% badanych). 41% uważało, iż członkami „sekt” zostają osoby za sprawą szatana.
W przypadku wstąpienia do „sekty”, osoby bliskiej lub dorosłych podopiecznych, większość badanych (rodzice lub opiekunowie tych osób) deklarowało, iż sami staraliby wydostać daną osobę z „sekty” (62% badanych). 47% szukałaby w tym celu pomocy u specjalistów np. psychologa, 31% interweniowałaby na policji, a 26% szukałaby pomocy w Kościele.

### Raport o niektórych zjawiskach związanych z działalnością sekt
Według raportu Ministerstwa Spraw Wewnętrznych i Administracji RP: Raport o niektórych zjawiskach związanych z działalnością sekt w Polsce z 2000 roku za sektę destrukcyjną uznać można każdą grupę, która posiadając silnie rozwiniętą strukturę władzy, jednocześnie charakteryzuje się znaczną rozbieżnością celów deklarowanych i realizowanych oraz ukrywaniem norm w sposób istotny regulujących życie członków; która narusza podstawowe prawa człowieka i zasady współżycia społecznego, a jej wpływ na członków, sympatyków, rodziny i społeczeństwo ma charakter destrukcyjny. W raporcie MSWiA wymienione jest podobne stanowisko Podkomisji Nadzwyczajnej ds. Grup Psychomanipulacyjnych Komisji Rodziny Sejmu RP, która podaje następujący opis sekty destrukcyjnej:
zbiór ludzi o charakterze totalitarnym, naruszający podstawowe prawa człowieka lub zasady współżycia społecznego, która poprzez stosowanie technik psychologicznych i socjologicznych, wykorzystanie fizyczne, psychiczne lub materialne powoduje uzależnienie osoby od tej grupy lub jej przywódcy, a jej wpływ na jednostkę, rodzinę lub społeczeństwo ma charakter destrukcyjny.
W wyżej wymienionym raporcie, mimo braku określenia definicji sekty w prawodawstwie polskim, podjęto także próbę stworzenia definicji sekty kryminogennej, którą określono następująco:
zespół ludzi powiązanych ze sobą wspólnym, z reguły uformowanym przez nich światopoglądem oraz stałymi bądź okresowymi formami kultowymi, pseudo kultowymi oraz organizacyjnymi, zaś cele działania tego zespołu bądź formy realizacji wynikające z ich światopoglądu, zachowań kultowych lub pseudo kultowych, nie są uznane przez państwo oraz są sprzeczne z prawem lub z zasadami współżycia społecznego.